# Jarque (kommunhuvudort)
Jarque är en kommunhuvudort i Spanien.   Den ligger i provinsen Provincia de Zaragoza och regionen Aragonien, i den nordöstra delen av landet, 210 km nordost om huvudstaden Madrid. Jarque ligger 642 meter över havet och antalet invånare är 558.
Terrängen runt Jarque är huvudsakligen kuperad. Jarque ligger nere i en dal. Runt Jarque är det ganska glesbefolkat, med 34 invånare per kvadratkilometer. Närmaste större samhälle är Illueca, 4,5 km öster om Jarque. Omgivningarna runt Jarque är i huvudsak ett öppet busklandskap.